# 帕梅拉·布朗
帕梅拉·布朗（英語：Pamela Brown，1917年7月8日—1975年9月19日），英国女演员。曾获得黄金时段艾美奖戏剧类电视系列剧最佳女配角。